# HTC Hero
El HTC Hero (También llamado como T-Mobile G2 Touch en el Reino Unido, Australia, Alemania y en Nueva Zelanda) es el tercer teléfono fabricado por HTC Corporation con la plataforma Android, como parte de la serie A del fabricante. Notablemente, es el primer teléfono celular de la serie A que lleva incorporado un conector de audio de 3.5mm, capacidad multitáctil y con la experiencia HTC Sense. El teléfono fue anunciado el 24 de junio de 2009 en Londres. También es el primer dispositivo con Android que soporta Adobe Flash. El terminal fue lanzado el Europa en junio del 2009, y fue puesto a la venta a mediados de septiembre en Asia y en Estados Unidos por Sprint el 11 de octubre de 2009 y también con Cellular South antes del final del 2009.

## Especificaciones
Las especificaciones según la página oficial de HTC en junio de 2009:
- Tamaño de pantalla: 3,2 in (81 mm), recubierta con Gorilla Glass.
- Resolución de pantalla: 320 x 480
- Formas de interacción con dispositivo: Pantalla Multitáctil, botones inferiores y TrackBall.
- La versión GSM tiene una cubierta blanca y la versión CDMA una Gris.
- Batería: Li-Po 1350 mAh (edición GSM); 1500 mAh (edición CDMA).
- Tiempo de llamada: 470 minutos (GSM) y 420 minutos (WCDMA).
- Tiempo en espera: 440 horas (GSM) y 750 horas (WCDMA).
- Cámara: 5 Megapixeles con autoenfoque.
- A-GPS
- Brújula Digital.
- Procesador: 528MHz Qualcomm MSM7200A ARM11.
- Memoria ROM: 512 MB.
- Memoria RAM: 288 MiB.
- Memoria extendible con microSD (Compatible con SDHC).
- Sistema Operativo: Android 1.5 con HTC Sense.
- Versión GSM: Cuatro bandas GSM/ GPRS/ EDGE (GSM 850, GSM 900, GSM 1800, GSM 1900); Dos bandas UMTS/ HSPA (UMTS 900, UMTS 2100)
- Versión CDMA: CDMA/EV-DO Rev. A 800/1900 MHz.
- Wi-Fi (802.11b/g)
- Bluetooth 2.0 + EDR & A2DP.
- HTC ExtUSB (Compatible con cable Micro-USB).
- Conector de audio 3,5mm, micrófono y altavoz.
- Acelerómetro.
- Tamaño: 112 mm x 56,2 mm x 14,35 mm.
- Peso: 135 g (4,8 oz) con batería.
- Soporta: Música - MP3, AAC(AAC, AAC+, AAC-LC), AMR-NB, WAV, Ogg Vorbis, MIDI y Audio Windows Media® 9 y Video - MPEG-4, H.263, H.264 y Video Windows Media® 9.

## Información
- El soporte para correo electrónico incluye IMAP4, POP3 Y Microsoft Exchange Server.
- Tipos de vídeo soportados son MPEG-4, H.263MH.264 Y Windows Media video 9.
- El navegador Web incluye soporte para Adobe Flash y sistema multitáctil.

## Actualizaciones
- El HTC Hero es el primer teléfono de la compañía que posee su propio sistema gráfico, llamado HTC Sense. Esta nueva interfaz gráfica provee al usuario con más opciones para la personalización del sistema Android. En sus comienzos tuvo muchos problemas de rendimiento por su lentitud, pero una actualización del firmware corrigió este inconveniente. HTC también prometió portar su interfaz a los usuarios del HTC Magic.